# Regiunea Sofia-capitala
Sofia-capitala (în bulgară София-столица, transliterat: Sofia-stolița) este o regiune în Bulgaria ce grupează capitala Sofia și zona sa metropolitană. Ea cuprinde o singură comună, denumită comuna capitalei (în bulgară Столична община, transliterat: Stolicina obștina), care are în administrare orașele Sofia, Novi Iskăr, Bankea și Buhovo și satele Balșa, Bistrița, Busmanți, Cepinți, Dobroslavți, Dolni Bogrov, Dolni Pasarel, Gherman, Gorni Bogrov, Iana, Ivaneane, Jeleznița, Jeleava, Jiten, Kazicene, Klisura, Kokaleane, Krivina, Kubratovo, Kătina, Lozen, Lokorsko, Malo Bucino, Miroveane, Mramor, Mărceaevo, Negovan, Pancearevo, Plana, Podgumer, Svetovracene, Vladaia, Voinegovți și Voluiak.
Regiunea se învecinează la nord, est și sud cu regiunea Sofia, și la vest cu regiunea Pernik.